# World Federalist Movement
Il World Federalist Movement, Movimento Federalista Mondiale in italiano è un'associazione composta da cittadini e associazioni da tutto il mondo.
L'organizzazione è stata fondata nel 1947 da coloro che erano preoccupati che la struttura delle Nazioni Unite fosse troppo simile a quella della Lega delle Nazioni, la quale non riuscì ad evitare la seconda guerra mondiale e giudicavano entrambe le associazioni poco strutturate e formate di Stati-nazione sovrani, dotate di scarsi poteri autonomi. I sostenitori del movimento perseguono la fondazione di un Governo Mondiale Federale, composto da istituzioni mondiali rafforzate e responsabili, dotate di pieni poteri costituzionali e una divisione dell'autorità nazionale tra diverse agenzie globali.
Il Movimento ha conseguito lo status consultivo speciale presso il Consiglio economico e sociale delle Nazioni Unite dal 1970, ed è affiliato con il Dipartimento dell'informazione pubblica delle Nazioni Unite, e membro del board della Conferenza delle Ong (CONGO). Al momento conta tra i 30 000 e i 50 000 sostenitori.

## Storia
In seguito alla prima e alla seconda guerra mondiale diversi attivisti, sparsi nel globo, erano impegnati a formare organizzazioni mirate a creare un nuovo ordine mondiale che potesse evitare un'altra guerra mondiale.
La Campagna per il Governo Mondiale, la prima organizzazione per il federalismo mondiale, fu fondata nel 1936 da due famose femministe, pacifiste, e suffragette: Rosika Schwimmer e Lola Maverick Lloyd. Nel 1938 fu fondata Federal Union nel Regno Unito.
Negli Stati Uniti d'America Federal Union (attualmente chiamata Association to Unite the Democracies) fu fondata nel 1939, per chiedere una federazione delle democrazie atlantiche. La Internationale Bewegung der Weltföderalisten-Schweiz fu fondata in Svizzera a Ginevra nel 1940. Durante la seconda guerra mondiale i movimenti di resistenza anti-fascista facevano circolare clandestinamente copie del Manifesto di Ventotene, per la fondazione di una Federazione Europea. Nel 1945, il Committee to Frame a World Constitution 
(Comitato per individuare una costituzione mondiale) si riunì all'Università di Chicago e abbozzò una Costituzione per il Mondo.
Nel 1947, cinque piccole organizzazioni per la federazione mondiale si riunirono ad Asheville e decisero di unirsi col nome di United World Federalist (attualmente Citizens for Global Solutions).
Questi cinque gruppi, durante l'anno precedente, si erano incontrati con i rappresentanti di altri quindici gruppi a Montreux per discutere la formazione di un'organizzazione mondiale federalista. Un anno dopo, nell'agosto 1947, sempre a Montreux, più di 51 organizzazioni da 24 paesi si trovarono alla Conferenza dei movimento mondiale per un Governo Federale Mondiale. La Conferenza si concluse con la Dichiarazione di Montreux.
Nel suo secondo congresso, tenutosi nel 1948 in Lussemburgo, il Movimento era formato da 150.000 membri di 19 nazioni, e 50 organizzazioni membri od affiliate. I 350 partecipanti al Congresso posero le fondamenta per un'associazione di parlamentari per il governo mondiale, che fu formata nel 1951.
I federalisti in questo periodo si concentrarono sugli emendamenti allo Statuto delle Nazioni Unite, che videro come un passo in avanti. In particolare nelle riforme ad istituzioni, come un Consiglio di Sicurezza più rappresentativo, una Corte Mondiale con giurisdizione obbligatoria, un'autorità giurisdizionale ed un'Assemblea Generale democraticamente eletta (o un parlamento mondiale). I Federalisti proposero una serie di nuove istituzioni, come una commissione per lo sviluppo sostenibile, un'autorità internazionale per lo sviluppo, un corpo di peacekeeping permanente ed una Corte penale internazionale.
L'Institute for Global Policy, fondato nel 1983 dal Movimento Federalista Mondiale, è un istituto di ricerca e di sviluppo di policy dedicate alla promozione della sicurezza umana, giustizia internazionale, alla prevenzione dei conflitti armati e alla protezione dei civili. L'Istituto sostiene la democratizzazione delle organizzazioni internazionali e regionali, e lo sviluppo e applicazione del diritto internazionale. Recentemente WFM-IGP è stato in prima linea nello sostenere l'accesso per le ONG alle conferenze ed i meeting internazionali.

## Organizzazioni membri
Il Movimento Federalista Mondiale è composto da organizzazioni autonome regionali e nazionali, gestite da singoli sostenitori nei rispettivi paesi. Alle organizzazioni che vogliano farne parte viene richiesto di sottoscrivere lo Statuto del Movimento Federalista Mondiale, e di dimostrare "capacità di contribuire al miglioramento del supporto pubblico e politico" agli obiettivi del Movimento.  
Tra i membri figurano l'Unione dei Federalisti Europei e la sua sezione italiana Movimento Federalista Europeo.